# L'avant-centre est mort à l'aube
Pour plus de détails, voir Fiche technique et Distribution.
L'avant-centre est mort à l'aube (El centroforward murió al amanecer) est un film argentin réalisé par René Múgica, sorti en 1961.

## Synopsis
Lupus, un millionnaire excentrique parvient à obtenir le transfert de la vedette du football Cacho Garibaldi.

## Fiche technique
- Titre : L'avant-centre est mort à l'aube
- Titre original : El centroforward murió al amanecer
- Réalisation : René Múgica
- Scénario : Agustín Cuzzani d'après sa pièce de théâtre
- Musique : Tito Ribero
- Photographie : Ricardo Younis
- Montage : Atilio Rinaldi
- Société de production : Argentina Sono Film
- Pays de production :  Argentine
- Genre : Drame
- Durée : 80 minutes
- Date de sortie : 
  - Argentine : 22 juin 1961

## Distribution
- Arturo Arcari
- Didi Carli
- Camilo Da Passano
- Pierina Dealessi
- Francisco Pablo Donadio
- Enrique Fava
- Félix Daniel Frascara
- Lalo Hartich
- Roberto Maidana
- Víctor Martucci
- Luis Medina Castro
- Javier Portales
- Raúl Rossi
- Eduardo Vargas

## Distinctions
Le film a été présenté en sélection officielle en compétition au Festival de Cannes 1961.